# Nicolas Ladvocat-Billiard
Pour les articles homonymes, voir Ladvocat et Billiard (homonymie).
 Nicolas Ladvocat-Billiard, mort le 11 avril 1681 à Boulogne, est un prélat français, évêque de Boulogne. 

## Biographie
Nicolas Ladvocat-Billiard est docteur en théologie et grand vicaire et chanoine de Paris. Il est nommé évêque de Boulogne en 1677, après la démission de François Perrochel.